# Charles Hindenlang
Charles Hindenlang (* 1. Oktober 1894 in Basel; † 30. April 1960 ebenda; auch Karl Hindenlang) war ein Schweizer Maler und Glasmaler.

## Leben und Werk

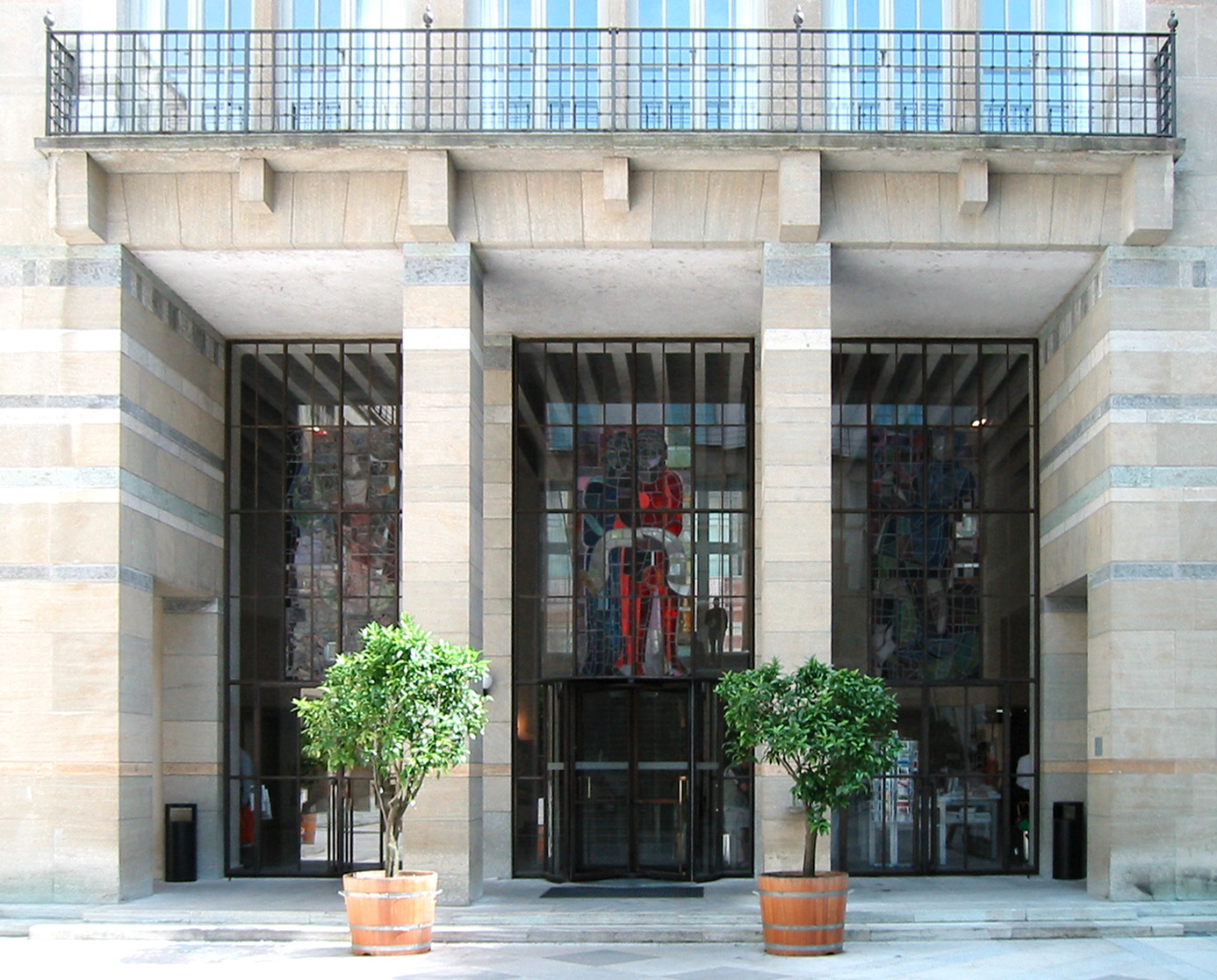
Eingang Hauptbau Kunstmuseum Basel, drei Glasfenstern von Charles Hindenlang und Otto Staiger, mittig, 1937

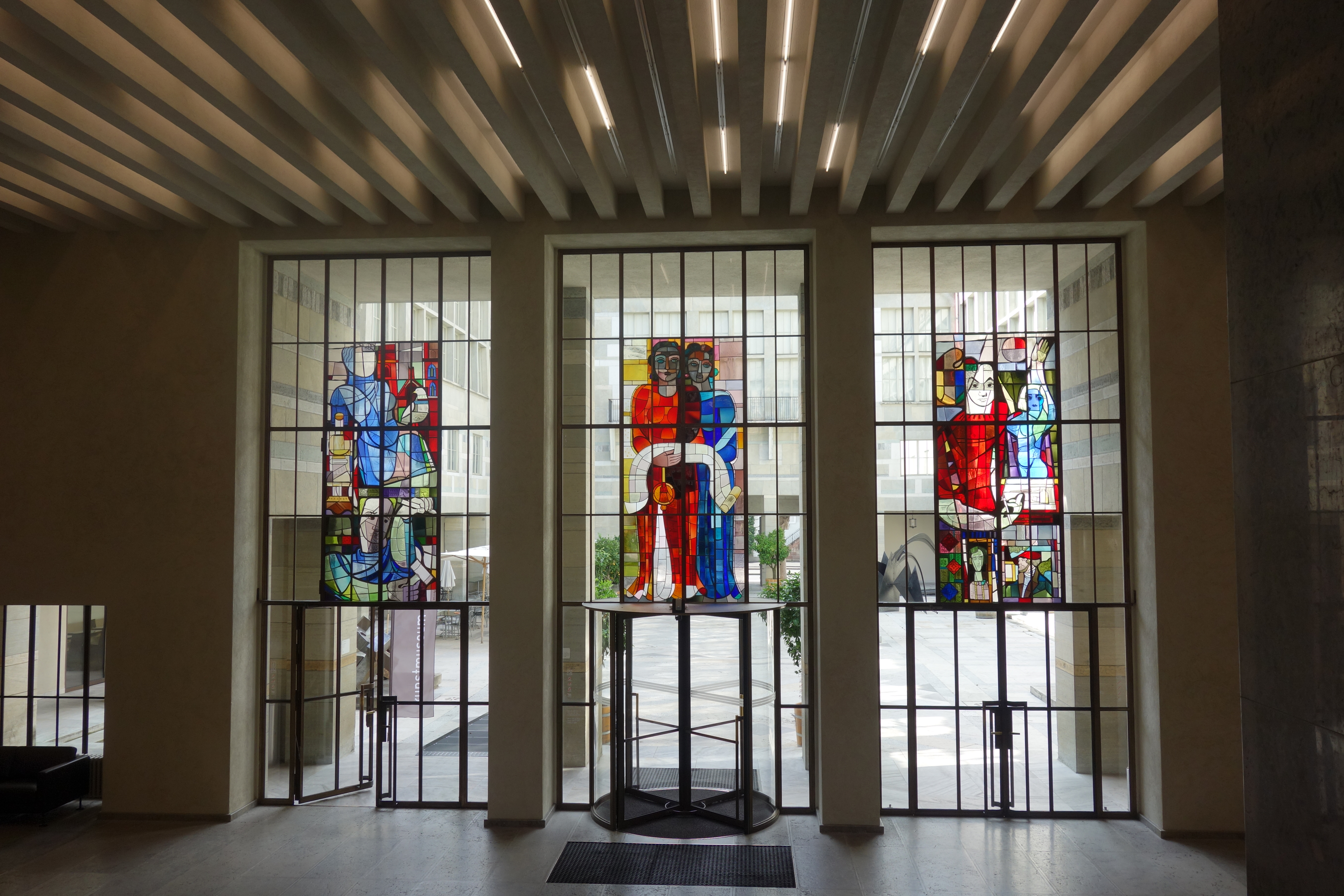
Eingang Kunstmuseum Basel von innen, mit Otto Staiger

Charles Hindenlang fing nach seiner Schulzeit eine Lehre in einer Speditionsfirma an, die er 1911 abbrach, um bei Karl Schneider in die Dekorationsmalerlehre zu gehen. 1914 besuchte er die Basler Gewerbeschule und befreundete sich mit Fritz Baumann, Paul Wilde und Jakob Mummenthaler (* 1894), einem Bruder des Architekten Ernst Mumenthaler. 
Hindenlang gehörte zur Künstlergeneration der Basler Dunkeltonigen. Dieser als «Basels klassische Malergeneration» bezeichneten Künstlergruppierung gelang 1907 der Durchbruch mit einer gemeinsamen Ausstellung in der Kunsthalle Basel. Die Künstler pflegten einen freundschaftlichen Austausch mit der 1918 gegründeten Basler Künstlergruppe Das neue Leben und beeinflussten die Entwicklung der Basler Malerei nach der Jahrhundertwende bis in die 1920er-Jahre massgeblich.
Hindenlang war Mitglied der Basler GSMBA und ein Gründungsmitglied der Künstlergruppe «Rot-Blau». Später war er Mitglied in der antifaschistischen Basler «Gruppe 33» und trat in den frühen 1930er Jahren offen gegen den Nationalsozialismus auf. Sein Künstlerfreund Louis Léon Weber schuf von Hindenlang eine Büste. Hindenlang unternahm Studienreisen nach Italien, Spanien, Deutschland, Griechenland und in den Balkan.
1940 erhielt die Gemeinde Riehen von der eidgenössischen Kunstkommission das von Hindenlang gestaltete, grossformatige Glasgemälde Wettstein und die Bürger von Riehen. Als 1943 Hindenlangs zweite Fassung des Basler Totentanzes fertiggestellt war, fand auf dem Basler Münsterplatz unter der Leitung der Tänzerin und Choreografin Marietta von Meyenburg ein grosses Totentanz-Ballett statt, zu dem Hindenlang die Kostüme, der Komponist Frank Martin die Musik sowie der Maler und Bildhauer Walter Bodmer und der Architekt Ernst Egeler die Bühnenkonstruktion beitrugen. Hindenlang war ein Meister der Appropriation Art. Einige seiner Werke gingen aus den Wettbewerben des Kunstkredits Basel-Stadt hervor.
1954 schuf Hindenlang im Speisesaal der «Basler Heilstätte» in Davos das Wandbild «die vier Jahreszeiten». 1958 schuf er die Glasfenster für die Thomaskirche in Basel. Hergestellt wurden sie bei Aubert & Pitteloud Verriers in Lausanne.
Charles Hindenlang fand seine letzte Ruhestätte auf dem Friedhof am Hörnli. Die Kunsthalle Basel widmete ihm 1965 zusammen mit Karl Theophil Dick und Otto Staiger eine Ausstellung. 

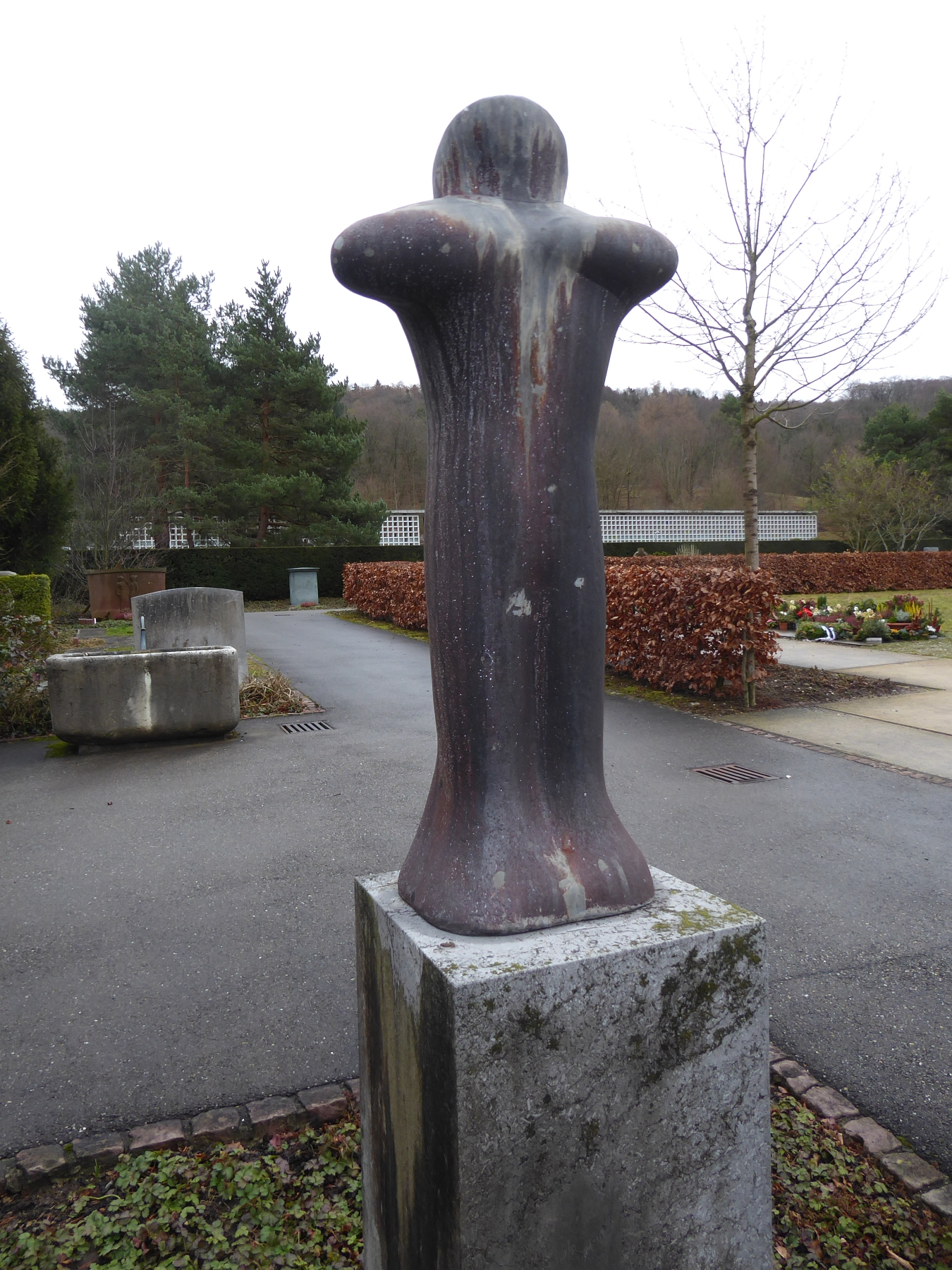
Grab, Friedhof am Hörnli.

2020 wurden beim Rückbau des ehemaligen Radiostudios Basel auf dem Bruderholz mehrere Wandgemälde freigelegt, die von Hindenlang und Burkhard Mangold gemalt wurden. Zudem wurde das Grab auf dem Friedhof am Hörnli aufgehoben. Die Grabskulptur Der kleine Wind von 1917 wird Paul Wilde zugeschrieben.

## Ausstellungen
- 1928: Karl (Charles) Hindenlang, Kunsthalle Basel, 11. Oktober bis 4. November 1928
- 1952: Ausstellung – Münster Scheiben-Entwürfe und Glasbilder von Charles Hindenlang, Gewerbemuseum Basel
- 1955: Charles Hindenlang – Louis Weber, Kunsthalle Basel

## Literatur

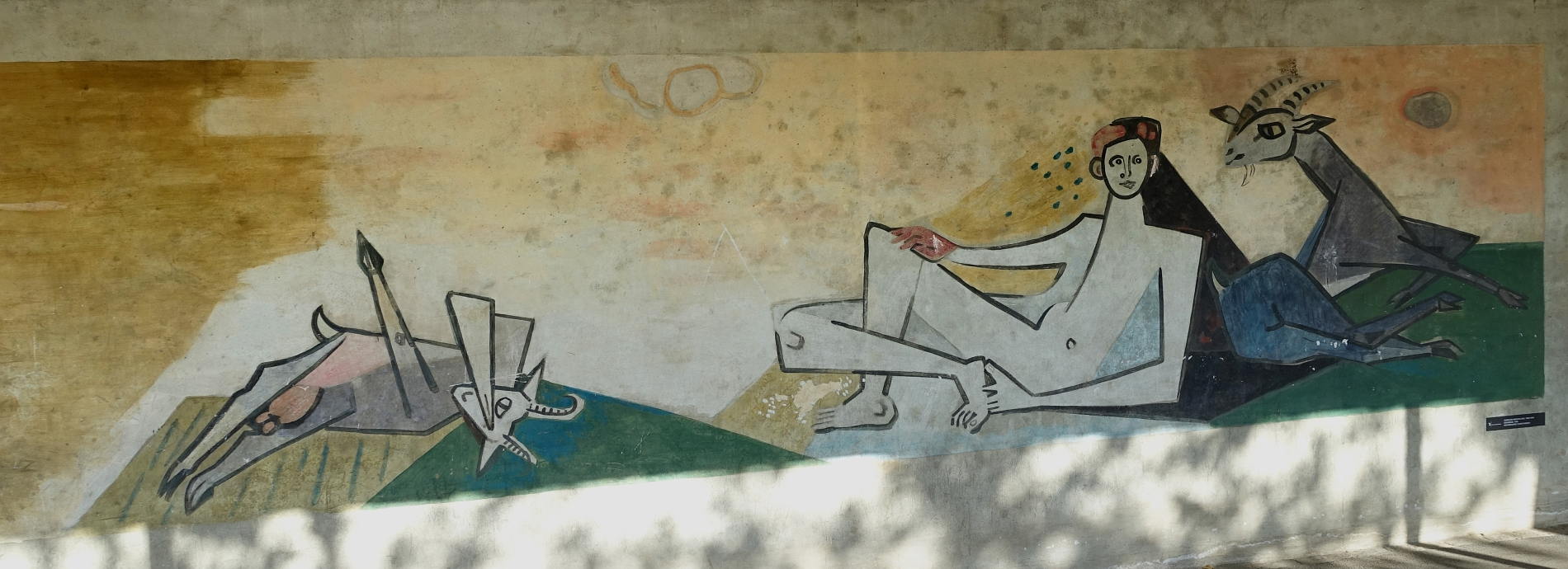
Wandbild, Geisbub, 1956
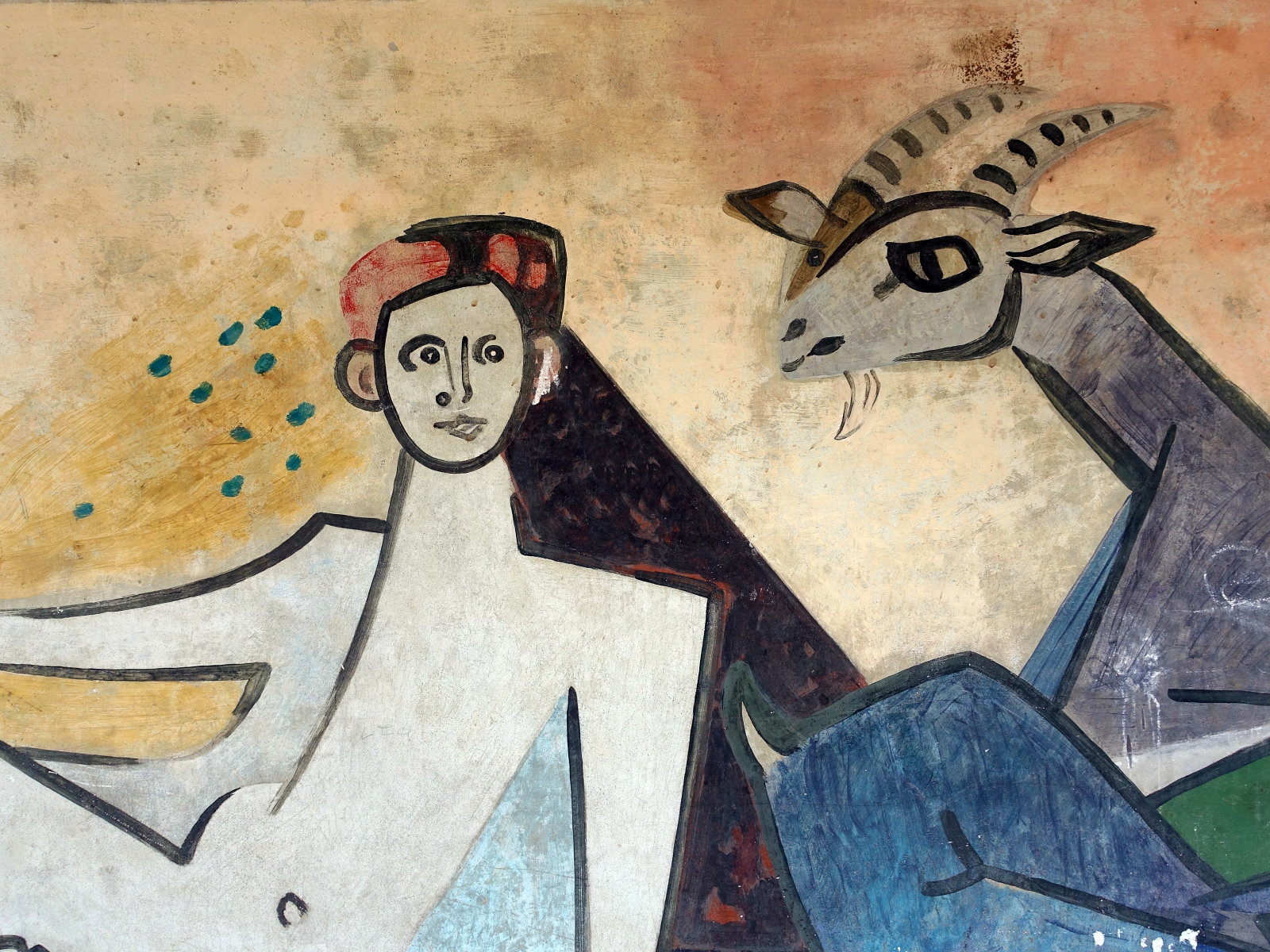
Wandbild, Geisbub, 1956
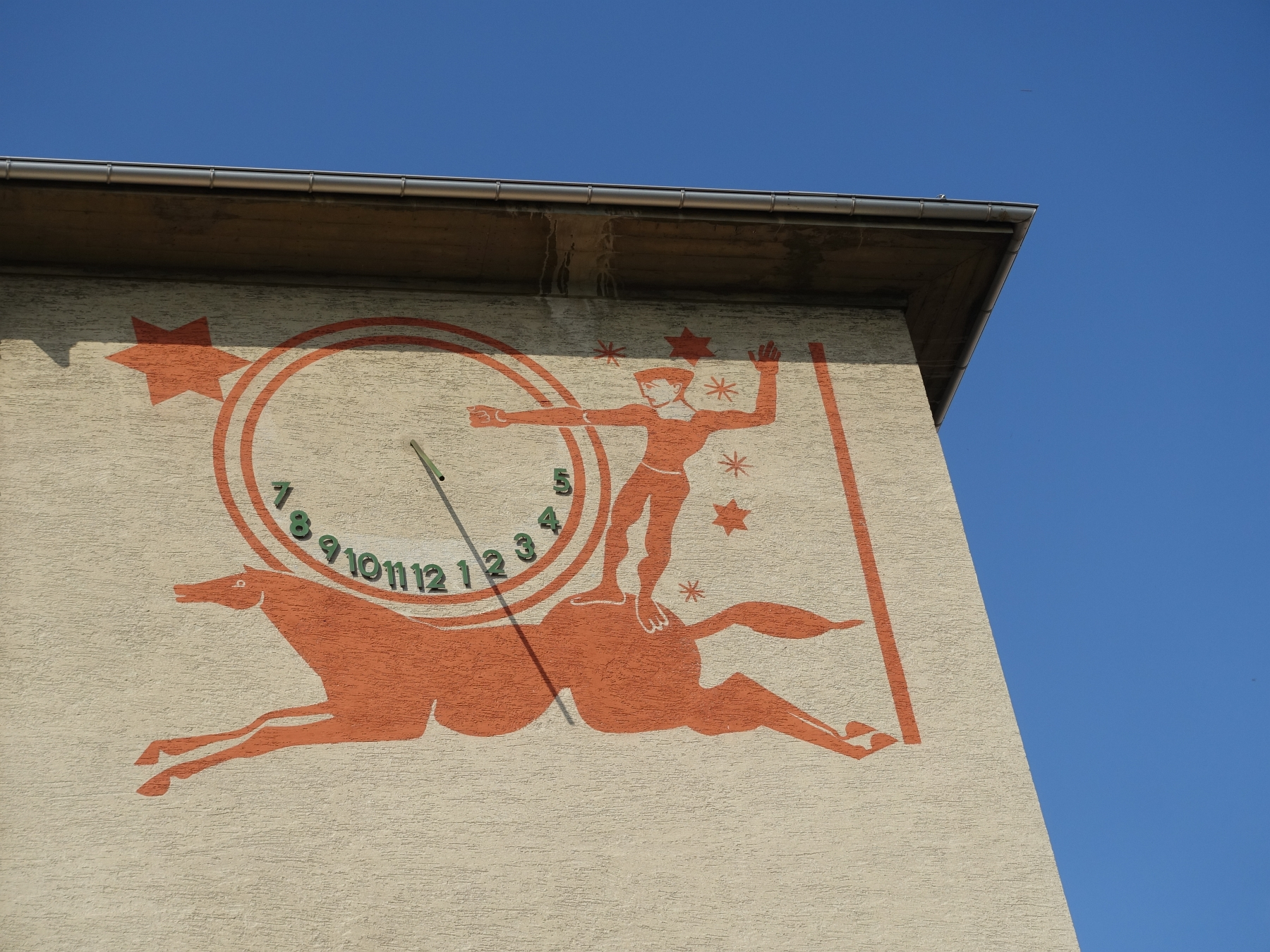
Sgraffito, Sonnenuhr 1936
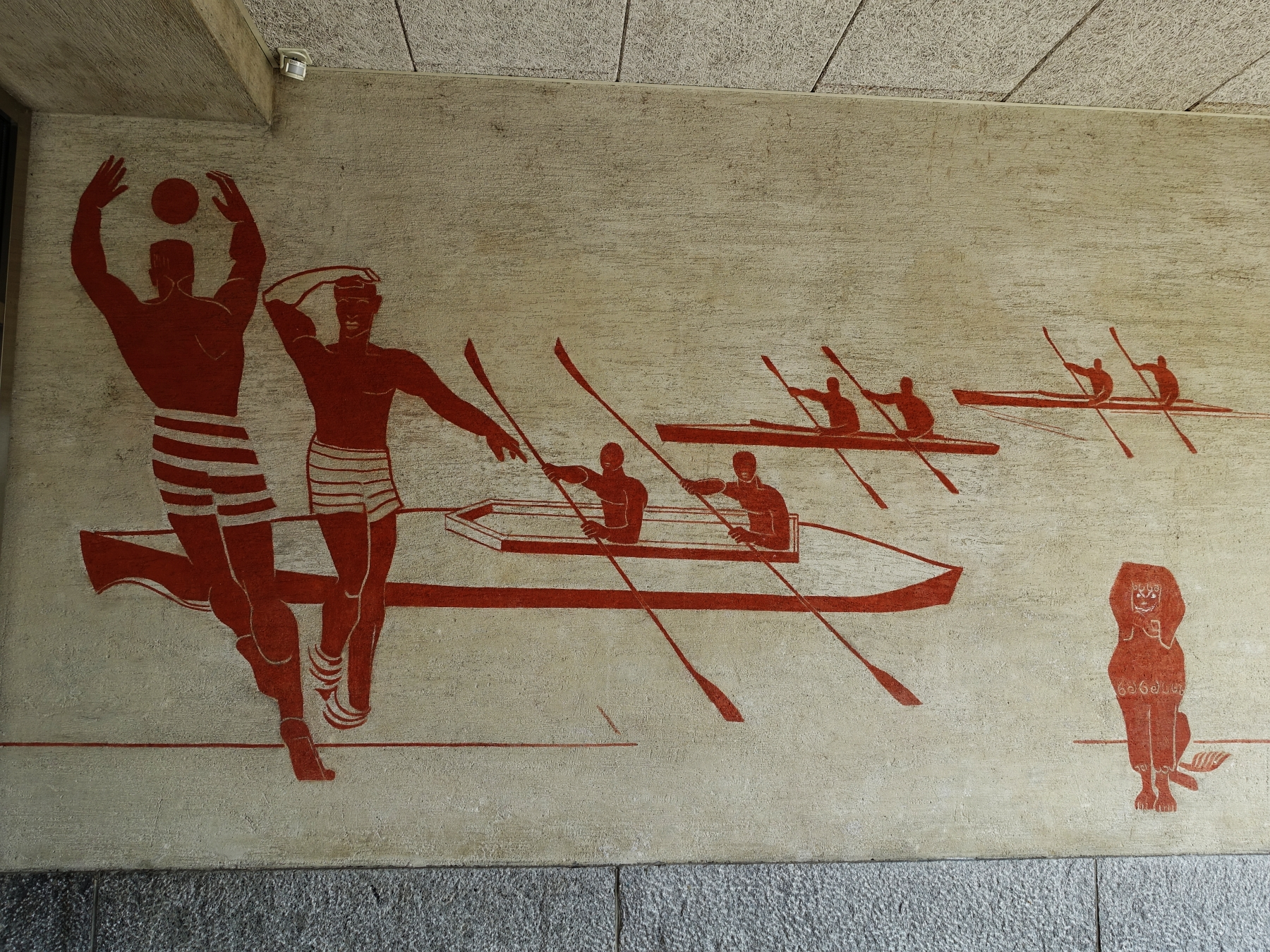
Sgraffito, Sommerspiele 1936
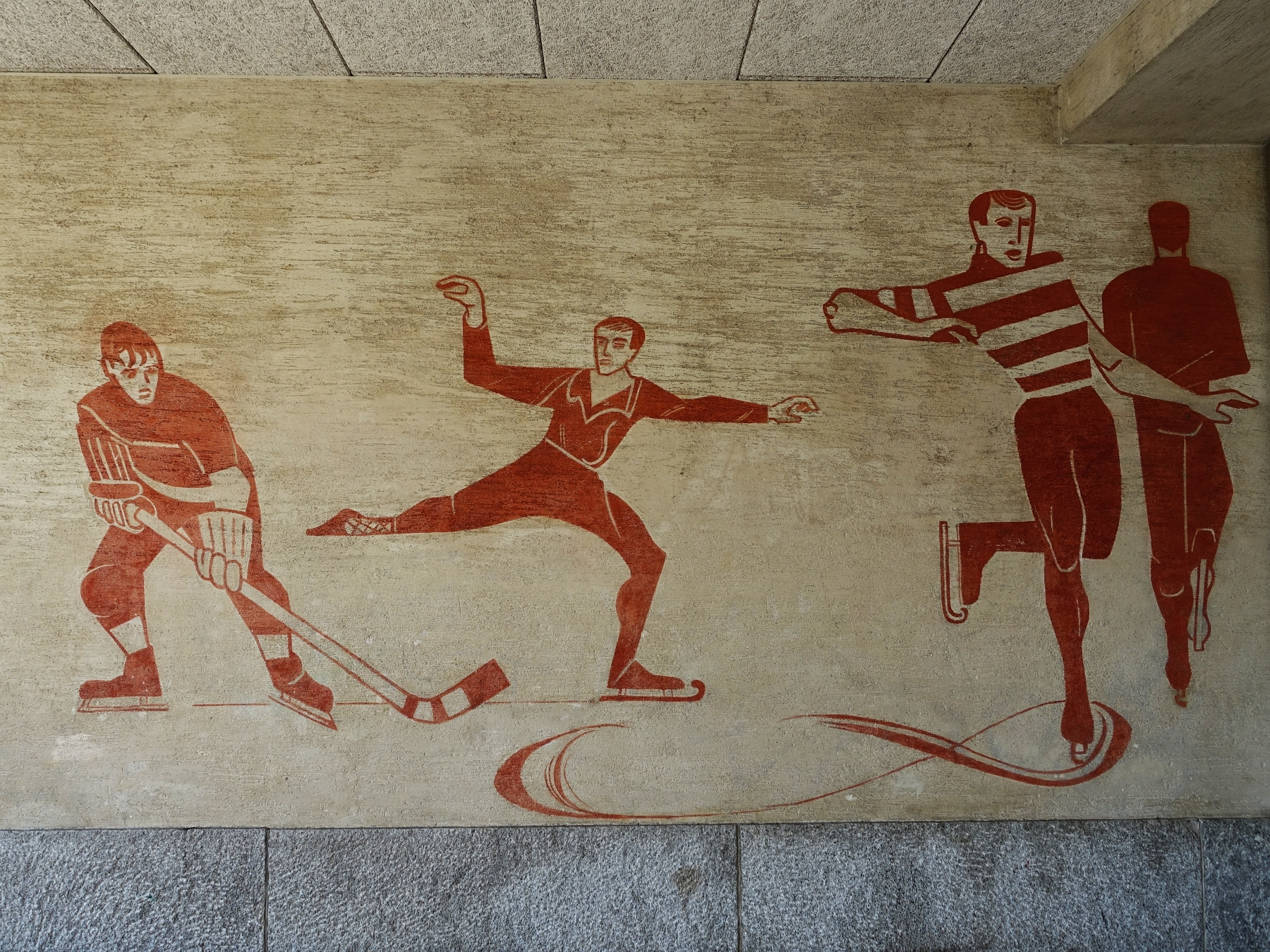
Sgraffito, Winterspiele 1936